# Josef Perscheid
Josef Perscheid (auch: Joseph Perscheid; * 9. Januar 1878 in Koblenz; † 29. Mai 1942 in Wien) war ein deutsch-österreichischer Pressefotograf, Kriegsfotograf, Unternehmer und selbständiger Fotoagent.

## Leben
Josef Perscheid wurde in der Gründerzeit des Deutschen Kaiserreichs 1878 in Koblenz geboren. Bereits Anfang des 20. Jahrhunderts arbeitete er in Berlin bei der dortigen Berliner Illustrationsgesellschaft.
1911 gründete Perscheid die Fotoagentur Welt-Preß-Photo.
Während des Ersten Weltkrieges arbeitete Joseph Perscheid als Fotograf des österreichischen kaiserlichen und königlichen Kriegspressequartiers (KPQ).
Nach dem Krieg arbeitete Perscheid etwa bis Ende der 1920er Jahre sowohl als Pressefotograf als auch als Fotoagent. Er starb zur Zeit des Nationalsozialismus während des Zweiten Weltkrieges am 29. Mai 1942 in Wien.

## Schriften

### Auswahl
- J. Perscheid: Zum Thema: Illustrationsphotographie, Beitrag zur Praxis in den Redaktionen und Arbeit der Pressefotografen, in: Gewerbeteil der Allgemeinen Photographischen Zeitung, Offizielles Organ des „Fachverbandes Photographengenossenschaften Oesterreichs“ (Sitz Graz) und der darin vereinigten Fachgenossenschaften: […] (die anfängliche Monatsschrift erschien zunächst als Beilage, ab Nr. 7 als selbständige Publikation), 7. Jg., Nr. 1–12, 1925, Wien: Jos. A. Detoni; hier: Nr. 12, S. 2–4

### Bibliographie
Das Kunstmuseum Albertina in Wien hat auf seiner Webseite eine Bibliographie zu dem Fotokünstler zusammengestellt.